# Awan (Elam)

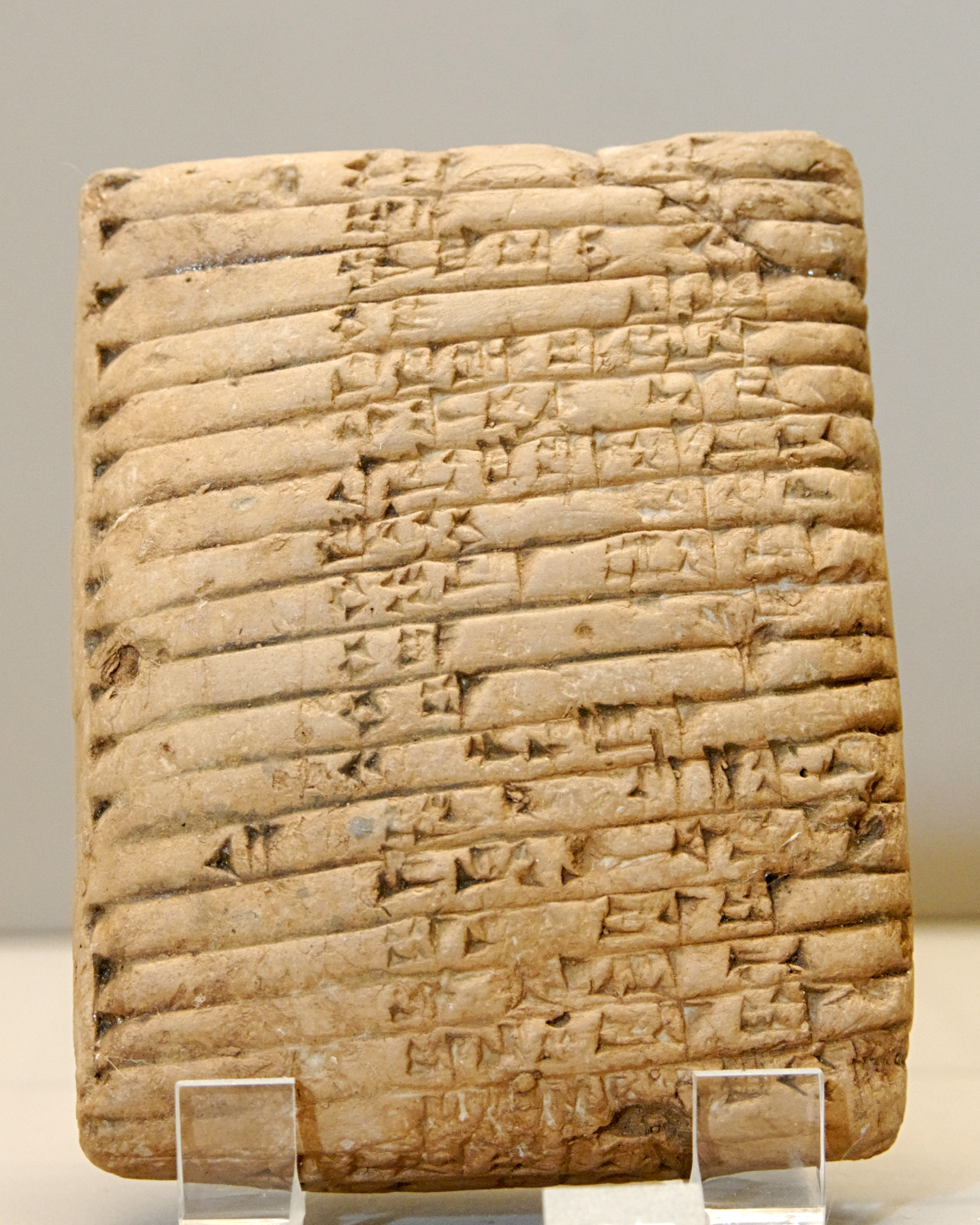
Die Königsliste von Susa mit den Dynastien von Awan und Schimanski, Louvre SB 17729

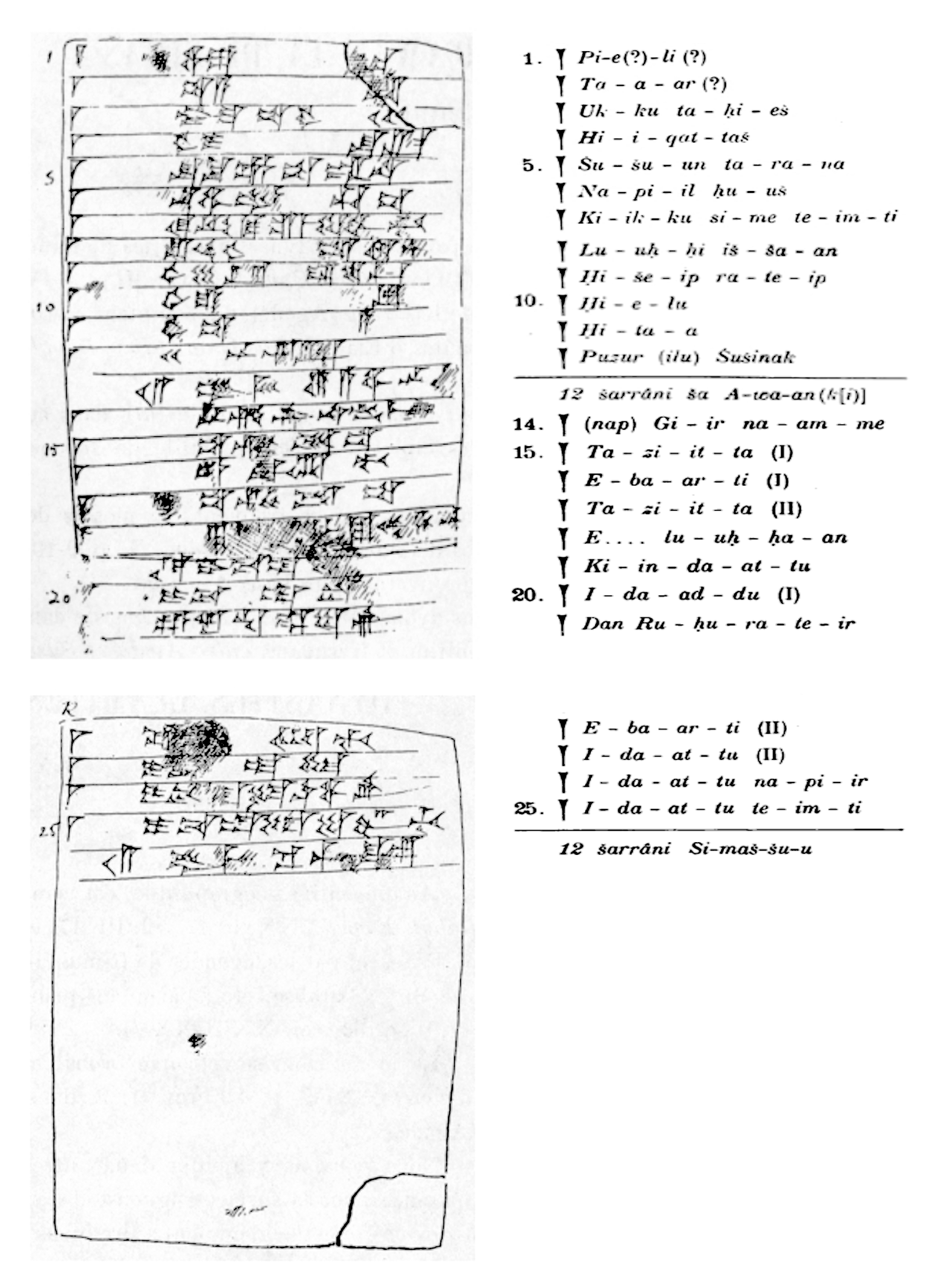
Transliteration der Königsliste von Susa von Jean-Vincent Scheil

Awan ist der antike Name einer Region im Westen Irans, der aus der zweiten Hälfte des 3. Jahrtausends v. Chr. überliefert ist. Es handelt sich dabei mit ziemlicher Sicherheit um ein einheimisches Synonym für Elam.

## Geschichte
Awan war mit ziemlicher Sicherheit der einheimische Name einer der Unterregionen östlich von Mesopotamien. Die Unterregion wurde von den sumerischen Schreibern unter dem Begriff Elam zusammengefasst. Mit einem Nachweis aus der Zeit von Sargon von Akkad ist Awan der älteste unter den einheimischen Begriffen aus dem Iranischen Hochland. Der Standort ist ungewiss. Spätere elamische Könige führten ihre Ursprünge auf Awan zurück, was auf eine Lage im Hochland hindeutet. Die externe Bezeichnung Elam umfasste in den Quellen des 3. Jahrtausend v. Chr. das Iranische Hochland mit verschiedenen ethnischen Gruppierungen mit der Ausnahme von Khuzestan. In der Frühdynastischen Zeit wurde Elam auch als breiter Begriff für den gesamten östlichen Bereich vom südlichen Mesopotamien verwendet.
Die sumerische Königsliste markiert den Beginn eines dokumentierten Musters von Antagonismus, Handelsaustausch und Allianzen zwischen Mesopotamien und den mit Elam verbundenen Ländern des Zagros, die Jahrtausende andauern sollten. Gemäß dieser Liste wurde die 1. Dynastie von Ur, die ungefähr 2500 v. Chr. von Mesanepada gegründet wurde, von einer Dynastie von Awan gestürzt, die in der Folge 356 Jahre dauerte. Die drei aufgeführten Namen der Könige von Awan, die zu dieser Zeit einen Teil von Mesopotamien beherrschten, sind nicht überliefert. Der historische Wert der sumerischen Königslisten ist fragwürdig. In Bezug auf Awan würden die Angaben auf den Beginn der Herrschaft zwischen 2500 und 2400 weisen.
Die Königsliste von Susa ist von einer einzigen Kopie überliefert. Es handelt sich dabei um eine Liste von 12 Königen von Awan, von denen sprachwissenschaftlich zwei elamische Namen tragen. Der letzte König von Awan ist Puzur-Inšušinak. Von ihm stammen die einzigen zeitgenössischen Inschriften aus dem Südwesten Irans, die Awan in den königlichen Rangbezeichnungen aufführen. Ein unveröffentlichter mesopotamischer Text in sumerischer und akkadischer Sprache trägt den Hinweis, dass Puzur-Inšušinak ein Zeitgenosse von Ur-Nammu aus Ur gewesen ist. Der letzte Herrscher von Awan eroberte Susa und Anschan und integrierte die Städte in das Königtum von Awan. Puzur-Inšušinak eroberte mehr als 70 iranische Städte, überfiel babylonische Siedlungen im Norden, um die Kontrolle über die Große Chorasan-Straße und das Königreich Šimaški im Iranischen Hochland zu erhalten.
In den administrativen Texten der 3. Dynastie von Ur ist Awan verdächtig abwesend. Vom letzten Herrscher der Dynastie, Ibbi-Sin, ist lediglich eine Jahresformel überliefert.
Alle bekannten Texte enthalten kaum Informationen über die tatsächliche politische Rolle von Awan zu irgendeinem Zeitpunkt. Die Königslisten betrachten Awan rückblickend als dauerhaften dynastischen Sitz des herausragenden westiranischen Staates in frühdynastischer und altakkadischer Zeit. Alte akkadische Inschriften betrachten die Könige dieses Staates als die Herrscher von Elam, aber sie nennen Awan nur als einen von mehreren besiegten Orten, ohne einen Hinweis auf eine politische Vormachtstellung.